# شمال غربی (استان آفریقای جنوبی)
شمال غربی (تسوانا: Bokone Bophirima; آفریکانس: Noordwes; زبان سوتو: Leboya Bophirima; خوسایی: uMntla-Ntshona; شنگانی: N'walungu-Vupeladyambu; زولو: iNyakatho Ntshonalanga; سوتوی شمالی: Leboa-Bodikela) یکی از استان‌های آفریقای جنوبی است. مرکز این استان مهیکنگ است و بزرگترین شهرش Klerksdorp است.

## خصوصیات
شمال غربی ۱۰۴٬۸۸۲ کیلومترمربع مساحت و ۳٬۵۰۹٬۹۵۳ نفر جمعیت دارد.